# Chaetonotus tenuis
Chaetonotus tenuis is een buikharige uit de familie Chaetonotidae. De wetenschappelijke naam van de soort werd in 1908 voor het eerst geldig gepubliceerd door Grünspan. De soort wordt in het ondergeslacht Primochaetus geplaatst.